# Амфилохий (Лутовинов)
Архимандрит Амфилохий (в миру Александр Лутовинов; ум. 8 (21) июля 1905, Тифлис) — архимандрит Русской православной церкви, глава 17-й Пекинской духовной миссии, синолог.

## Биография
Родился в дворянской семье в Курской губернии.
По окончании 1-й московской гимназии два года слушал лекции в Московском университете.
В 1862 году поступил послушником в Коренную пустынь Курской епархии.
В 1871 году переведён в Курский Знаменский Богородицкий монастырь, где в 1872 году принял постриг с именем Амфилохий.
В 1875 году перешёл в Балаклавский мужской монастырь Таврической епархии.
В 1878 году в Санкт-Петербурге был награждён золотым наперсным крестом за служение в доме великой княгини Эдинбургской.
7 октября 1883 года определением Святейшего синода иеромонах Амфилохий, клирик Александро-Невской лавры, был назначен начальником Пекинской духовной миссии с возведением в сан архимандрита.
Находился на этом посту до 1896 года, активно занимаясь миссионерской деятельностью.
Весной 1891 года отправился в Ханькоу для встречи наследника русского престола — цесаревича Николая Александровича, и из его рук получил наперсный крест, украшенный драгоценными камнями.
По окончании заграничной службы был назначен настоятелем миссионерского Московского Покровского монастыря и внештатным членом Московской духовной консистории.
Приветствовал телеграммой создание во Владивостоке Восточного института в день его торжественного открытия 21 октября 1899 года.
С апреля 1902 года состоял членом Грузино-Имеретинской синодальной конторы, одновременно являясь экономом дома экзарха.
Скончался 8 июля 1905 года в Тифлисе.

## Сочинения
- «Пути Промысла в развитии Вселенной. Исторические очерки» (СПб., 1883).
- «Из истории христианства в Китае: Период первый: С начала христианской эры до падения юанской династии в 1369 г.» (М., 1898)
- «Начатки грамматики китайского разговорного языка приспособительно к формам языка русского : Записки архим. Амфилохия Лутовинова, б. начальника Пекинск. духовной миссии» (СПб., 1898)